# 吉比利

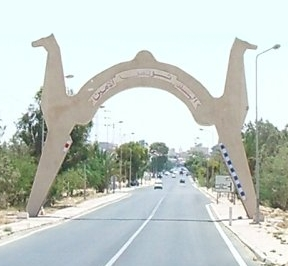

吉比利（阿拉伯语：‎ Gbillīⓘ）是突尼西亞的城鎮，也是吉比利省的首府，位於該國中部，距離首都突尼斯市約500公里，最高點海拔高度469米，主要經濟活動有農業和旅遊業，2014年人口28,081。

## 外部連結
- Lexicorient （页面存档备份，存于）
- Kebili Guide （页面存档备份，存于）
- Collection of photos （页面存档备份，存于）